# Corps pythagoricien
En algèbre, un corps pythagoricien est un corps (commutatif) dans lequel toute somme de deux carrés est un carré, autrement dit : un corps dont le nombre de Pythagore est égal à 1. Une extension pythagoricienne d'un corps F est une extension quadratique de la forme F(√1 + λ2) pour un certain élément λ de F. Un corps est donc pythagoricien s'il est fermé par extensions pythagoriciennes. La clôture pythagoricienne d'un corps F, notée Fpy, est le « plus petit » corps pythagoricien contenant F. Le « corps de Hilbert » est le plus petit corps pythagoricien ordonné.

## Conditions équivalentes
Pour tout corps F, les conditions suivantes sont équivalentes :
- F est pythagoricien ;
- son u-invariant général (en) est égal à 0 ou 1[3] ;
- si ab n'est pas un carré dans F, il existe un ordre sur F (total et compatible) pour lequel a et b sont de signes contraires[4] ;
- F est l'intersection de ses clôtures euclidiennes[5].

En particulier, les corps quadratiquement clos et les corps de caractéristique 2 sont pythagoriciens.

## Groupe de Witt
Les corps quadratiquement clos sont les corps dont le groupe de Witt est d'ordre 2,. 
Les corps pythagoriciens formellement réels sont les corps dont le groupe de Witt est sans torsion (il suffit pour cela qu'il soit sans 2-torsion),. Parmi eux, les corps euclidiens (c'est-à-dire les corps pythagoriciens possédant un unique ordre, comme les corps réels clos) sont ceux dont le groupe de Witt est cyclique infini.
Pour tout corps F, il existe une suite exacte qui met en jeu les anneaux de Witt :
{\displaystyle 0\rightarrow \mathrm {Tor} IW(F)\rightarrow W(F)\rightarrow W(F^{\mathrm {py} })}
où IW(F) est l'idéal fondamental de l'anneau de Witt de F et TorIW(F) est son sous-groupe de torsion (c'est le nilradical de W(F)).

## Modèles de la géométrie
On peut utiliser les corps pythagoriciens pour construire des modèles de certains axiomes de Hilbert de la géométrie. Si F est pythagoricien alors Fn satisfait une grande partie des axiomes de Hilbert — comme les axiomes d'incidence et de congruence et l'axiome des parallèles — mais en général pas tous, à moins d'hypothèses supplémentaires. Par exemple si F est de plus ordonné, les axiomes d'ordre sont satisfaits et si F est complet pour cet ordre, l'axiome de complétude est aussi satisfait.
On peut utiliser la clôture pythagoricienne d'un corps ordonné non archimédien — comme celui, ℚ(t), des fractions rationnelles à une indéterminée sur le corps ℚ des rationnels — pour construire des géométries non archimédiennes, satisfaisant une grande partie des axiomes de Hilbert mais pas celui de complétude. Max Dehn a procédé ainsi pour construire ses deux plans (en), exemples d'une géométrie semi-euclidienne et d'une géométrie non legendrienne (en), dans lesquelles tout point extérieur à une droite passe par une infinité de parallèles mais la somme des angles d'un triangle est égale à π pour la première, et strictement supérieure à π pour la seconde.

## Théorème de Diller-Dress
Ce théorème établit que si E/F est une extension finie et si le corps E est pythagoricien, alors F aussi. Un corollaire est qu'aucun corps de nombres n'est pythagoricien, puisque ℚ ne l'est pas.

## Corps superpythagoriciens
Un corps superpythagoricien est un corps formellement réel F tel que tout sous-groupe d'indice 2 de F* qui ne contient pas −1 définit un ordre sur F (c'est-à-dire est stable par addition). Tout corps superpythagoricien est pythagoricien.
On a pour ces corps un analogue du théorème de Diller-Dress : si E/F est une extension finie et si E est superpythagoricien, alors F aussi. Inversement, si F est superpythagoricien alors tout corps formellement réel intermédiaire entre F et sa clôture quadratique est superpythagoricien.